# Leonardo Nascimento Lopes de Souza
Leonardo Nascimento Lopes de Souza, oder einfach Leonardo (* 28. Mai 1997 in Sorocaba), ist ein brasilianischer Fußballspieler.

## Karriere
Leonardo erlernte das Fußballspielen in den Jugendmannschaften von Red Bull Brasil, Corinthians São Paulo und Ituano FC. 2017 unterschrieb er seinen ersten Vertrag beim FC Santos in Santos. Nach einem Jahr wechselte er nach Asien. Hier unterschrieb er in Japan einen Vertrag bei Gainare Tottori. Der Verein aus der Präfektur Tottori spielte in der dritten Liga, der J3 League. In 31 Drittligaspielen schoss er 24 Tore. Nach einem Jahr wechselte er 2019 zum Zweitligisten Albirex Niigata. Für den Club aus Niigata absolvierte er 38 Spiele in der J2 League und schoss dabei 28 Tore. Der Erstligist Urawa Red Diamonds aus Saitama nahm ihn im Januar 2020 für deine Spielzeit unter Vertrag. Für die Urawa Reds bestritt er 28 Ligaspiele. Hierbei erzielte er elf Tore. Im Februar 2021 zog es ihn nach China, wo er einen Vertrag beim Erstligisten Shandong Taishan unterschrieb. Nach acht Ligaspielen wechselte er Ende Juli 2021 zum Ligakonkurrenten Hebei FC. Für den Verein aus Qinhuangdao bestritt er 12 Ligaspiele. Die Saison 2022 wurde er an den südkoreanischen Erstligisten Ulsan Hyundai ausgeliehen. Am Ende der Saison feierte er mit dem Verein aus Ulsan die Meisterschaft. Für Ulsan bestritt er 34 Erstligaspiele. Nach der Ausleihe kehrte er nach China zurück. Die Hinrunde der Saison 2023 wurde er an den Erstligisten Changchun Yatai ausgeliehen. Hier schoss er zehn Tore in zwölf Ligaspielen. Die Rückrunde spielte er auf Leihe beim Zhejiang Professional FC. In 16 Ligaspielen traf er hier neunmal. Mit insgesamt 19 Toren wurde er Torschützenkönig der Liga.

## Erfolge
Ulsan Hyundai
- Südkoreanischer Meister: 2022

## Auszeichnungen
J3 League
- Torschützenkönig 2018

J2 League
- Torschützenkönig 2019

Chinese Super League
- Torschützenkönig 2023